# At-Tarif (Egipt)
At-Tarif (arab. إلطارف) – stanowisko archeologiczne  w Egipcie, na zachodnim brzegu Nilu w pobliżu Teb i miejscowości Al-Kurna. Znajdują się tu starożytne groby królów i książąt z Pierwszego i Drugiego Okresu Przejściowego oraz z czasów wczesnego Średniego Państwa.